# Örsjöstenen
Örsjöstenen är en runsten (DR 276 i Samnordisk runtextdatabas) som är placerad i utkanten av trädgården till Örsjögården (norr om Örsjö kyrka) utanför muren till kyrkogården i dess nordöstra hörn. 
Translitterering av runraden:
tumi : risþi : stin : þaisi : iftiʀ : hunuiþ : bruþur : sin : harþa : ¶ kuþan : trik :
Normalisering till rundanska:
Tomi resþi sten þæssi æftiʀ Hunwiþ, broþur sin, harþa goþan dræng.
Översättning till nusvenska:
Tomme reste sten denna efter sin bror Hunvid, en mycket god man.